# Soleá (metrica)
La soleá (soledad in dialetto andaluso) è una combinazione metrica propria della lirica popolare andalusa, composta di tre versi di arte menor (arte minore) ottonari con assonanza nel primo e nel terzo verso e senza rima di nessuna specie il secondo (8a, 8-, 8a). La si conosce anche con il nome di "terzetto gallego" o "terzetto celta". Intesa come composizione poetica, vertente sopra il tema della solitudine (soledad) e il disinganno. Il plurale de soleá è soleares.
La soleariya è un derivato dalla soleá, nella quale il primo verso è un hexasílabo e gli altri due endecasillabi. Come variante, la soleariya può presentare la seguente struttura: un primo verso hexasílabo, un secondo verso di arte mayor di 10 fino a 12 sillabe, e un terzo verso hexasílabo. Nei due casi citati, la soleariya presenta la rima caratteristica della soleá, rimando i versi dispari in assonanza e lasciando il secondo libero. 
La soleá ha superato i limiti della letteratura popolare andalusa, incorporandosi all'opera di autori come Manuel Machado, il quale usò soleares e soleariyas nel suo libro Cante hondo (1912).
((soleá))
((soleariya))
La soleá è considerata come uno dei "cantes grandes" del genere flamenco.